# Dank U voor deze nieuwe morgen
Dank U voor deze nieuwe morgen (ook bekend onder de naam Dank u) is een christelijk lied, oorspronkelijk geschreven in het Duits door Martin Gotthard Schneider met als titel Danke für diesen Guten Morgen (oorspronkelijk Danke̠). Het lied werd in het Nederlands vertaald door Jacqueline Kuyper-Jürgens (1923-2010), en bekend in de uitvoering van Helen Shepherd.

## Oorspronkelijke versie
De oorspronkelijke versie werd in 1960 geschreven ter gelegenheid van een wedstrijd uitgeschreven door de Evangelische Akademie Tutzing (Beieren). Doel was nieuwe religieuze liederen te componeren die beter zouden passen bij de muzieksmaak van de jeugd. Schneide, een cantor uit Freiburg, won met dit lied. De prijs was dat de organisator van de wedstrijd, Günter Hegele, zou proberen het lied geproduceerd en uitgebracht te krijgen. In een arrangement van Werner Last, de broer van James Last, werd het lied opgenomen en uitgebracht. 
Aanvankelijk was er veel kritiek op het lied. Zo werd het draaien van het lied vergeleken met een "camping-priester die in plaats van te preken op het strand rubberen opblaasbeesten uitdeelt met de tekst 'Jezus leeft' erop". De televisiezender WDR maakte een parodie op het lied. Mede door de vele kritiek groeide de nieuwsgierigheid naar het lied bij het grote publiek en werden er uiteindelijk meer dan 700.000 exemplaren van verkocht. In 1963 stond het zes weken in de Duitse hitparade.